# Затягни мене до пекла
Затягни мене до пекла (англ. Drag Me to Hell) — американський фільм жахів 2009 року режисера Сема Реймі.

## Сюжет
Крістін Браун живе в Лос-Анжелесі, працює в банку, оформляючи клієнтам позички, у неї чарівний і люблячий бойфренд, професор Клей Далтон. Все складається добре і, здавалося, що життя вдалося. Але в банку з'являється якась місіс Гануш з проханням про відстрочку іпотечного кредиту. Крістін і рада б піти назустріч старій жінці, але перед нею маячить можливість зайняти більш високу посаду в банку, і вона відмовляє старій. У відповідь, та накладає на неї прокляття, і життя дівчини перетворюється на безперервний кошмар. Тепер допомогти Крістін може тільки провидиця Шаун Сен Дена.

## У ролях
| Актор               | Роль                       |
| ------------------- | -------------------------- |
| Елісон Ломан        | Крістін Браун              |
| Джастін Лонг        | Клей Далтон                |
| Лорна Ревер         | місіс Гануш                |
| Діліп Рао           | Рам Джес                   |
| Девід Пеймер        | містер Джекс               |
| Адріана Барраса     | Шаун Сен Дена              |
| Челсі Росс          | Леонард Далтон             |
| Реггі Лі            | Стю Рубін                  |
| Моллі Чік           | Траді Далтон               |
| Бояна Новакович     | Іленка Гануш               |
| Кевін Фостер        | Мілош                      |
| Алексіс Крус        | фермер                     |
| Рут Лівір           | дружина фермера            |
| Шайло Селассіе      | син фермера                |
| Флор де Марія Чахуа | юна Шаун Сен Дена          |
| Крістофер Янг       | перехожий з кексом         |
| Рікардо Моліна      | клієнт банку               |
| Фернанда Ромеро     | клієнт банку               |
| Джоенн Барон        | секретар містера Джекса    |
| Тед Реймі           | доктор                     |
| Алі Дін             | брокер                     |
| Октавія Спенсер     | співробітник банку         |
| Мейонг Ламан        | співробітник банку         |
| Білл Е. Роджерс     | охорона                    |
| Шері Френклін       | жінка                      |
| Ольга Бабчінская    | скрипаль                   |
| Алекс Відов         | людина з кінським хвостом  |
| Бонні Ааронс        | мати                       |
| Емма Реймі          | дочка                      |
| Майкл Болус         | присутній на похороні      |
| Пітер Попп          | присутній на похороні      |
| Скотт Шпігель       | присутній на похороні      |
| Бріджит Гоффман     | Дух на сперетичному сеансі |
| Том Кері            | старий                     |
| Лія Джонсон         | офіціантка                 |
| Сем Реймі           | привид                     |

## Цікаві факти
- Роль Крістін мала грати Еллен Пейдж, але через зайнятість на інших зйомках покинула проект. Її місце зайняла Елісон Ломан.
- Ідея прокляття демоном банківського працівника, після відмови надати кредит, заснована на реальних подіях, що відбулися в Орегоні (США) в 1996 році.
- Номер автомобіля відьми Сільвії Гануш 99951.
- Сценарій стрічки був написаний Семом та Айваном Реймі відразу ж після завершення роботи над «Зловісними мерцями 3» в 1992 році, але Сем був зайнятий іншими проектами і ніяк не міг зняти «Затягни мене до пекла».
- Герой Джастіна Лонга користується телефоном iPhone фірми Apple, так само у Крістін ноутбук Apple. У житті Лонг є представником цієї компанії.
- «The Exorcist Symphony» Лало Шифріна раніше ніде не використовувалася (крім трейлера «Той, що виганяє диявола» 1973 року). У «Затягни мене до пекла» вона звучить в кінці.
- Медіума у фільмі звуть Рем Джас. Воно нагадує ім'я Рем Дасс, його отримав психолог Гарварда Річард Алперт, після того, як став гуру спіритизму Нового Часу.
- Камео Сема Реймі: один з духів, що з'являється під час вигнання демона.
- Персонаж Девіда Пеймер був названий Семом Реймі на честь його давнього друга — продюсера Джеймса Джекса.
- У фільмі Шон Сан Дена говорить про свого покійного чоловіка Сандер, який теж був медіумом. Це данина пам'яті старшому братові Сема і Айвана Реймі Сандеру, який потонув у віці п'ятнадцяти років.
- Брат режисера Тед Реймі з'являється у фільмі у ролі доктора. Ми не можемо бачити його обличчя, але можемо чути його голос і бачити його зі спини.
- Козел, якого вели на сеанс виклику демона не справжній, а механічний. Творці відмовилися від ідеї використання живого козла тому, що той був занадто милий і відволікав усіх від знімального процесу. Про це розповідається у відео щоденнику про зйомки фільму.